# 语文出版社 (中国大陆)
语文出版社是中华人民共和国的一家出版社，主要业务范围为教育出版、辞书和学术著作出版、大众文化图书出版和数字出版。

## 历史沿革
1956年文字改革出版社成立。1980年更名为语文出版社，直属于中国文字改革委员会（国家语言文字工作委员会）；1998年起隶属于中华人民共和国教育部。
2000年与语文音像出版社、语言文字报刊社合并为新的语文出版社；2010年成为中国教育出版传媒集团有限公司的成员单位。
2011年11月，改制为语文出版社有限公司。